# Paraliparis bipolaris
Paraliparis bipolaris är en fiskart som beskrevs av Andriashev, 1997. Paraliparis bipolaris ingår i släktet Paraliparis och familjen Liparidae. Inga underarter finns listade i Catalogue of Life.